# Юнацька збірна Польщі з футболу (U-17)
Юнацька збірна Польщі (U-17) з футболу (пол. Reprezentacja Polski U-17 w piłce nożnej) — це національна футбольна команда Польщі гравців віком до 17 року (U-17), якою керує Польський Футбольний Союз. До 2001 року вік гравців обмежувався до 16 року (U-16).

## Кубок світу з футболу U-17
- Чемпіонат світу U-17 1995 - Кубок світу U-17 2009 – не пройшла кваліфікацію

## Чемпіонат Європи U-17
- 2002 — 3-тє місце в групі
- 2003–2011 — не пройшла кваліфікацію
- 2012 — півфінал
- 2013–2019 — не пройшла кваліфікацію
- 2020–2021 — не проводились через Пандемію COVID-2019
- 2022 — півфінал
- 2023 — 3-тє місце в групі
- 2024 — чвертьфінал

## Тренери
Курсивою позначені тимчасові тренери
Список неповний.
| Період роботи зі збірною | Тренер          |
| ------------------------ | --------------- |
| 2009-                    | Владислав Жмуда |